# (34992) 4418 T-3
4418 T-3 (asteroide 34992) é um asteroide da cintura principal. Possui uma excentricidade de 0.15549140 e uma inclinação de 8.66740º.
Este asteroide foi descoberto no dia 16 de outubro de 1977 por Cornelis Johannes van Houten e Ingrid van Houten-Groeneveld e Tom Gehrels em Palomar.